# Юїнґіт
Юїнґіт — складний гідратний мінерал, уранілкарбонат магнію та кальцію. Його хімічна формула Mg8Ca8(UO2)24(CO3)30O4(OH)12 · 138 H2O.
Його відкрив Якуб Плашил з Інституту фізики Академії наук Чеської Республіки в копальні «Плавно», Чеська Республіка. Тревіс Олдс з Університету Нотр-Дам та його колеги описали юїнгіт, який є структурно найскладнішим відомим мінералом на Землі.
Юїнгіт названо на честь Родні К. Юїнга, професора геологічних наук Стенфордського університету, США.
Цей мінерал є рідкісним через дуже вузький діапазон pH та складу середовища, необхідних для утворення, які, як відомо, зустрічаються лише в копальні «Плавно». Юїнгіт утворюється внаслідок окиснення урану, що відбувається у вологому середовищі копальні.
Мінерал хімічно схожий на рабітит, свартцит та альбрехтшрауфіт.
Типовий зразок юїнгіту розміщений у мінералогічних колекціях Музею природознавства округу Лос-Анджелес.

## Місця знаходження
Чеська Республіка: копальня «Плавно», округ Яхимов, Рудні Гори, Карловарський край, Богемія.